# Паувелс, Ромбаут
Ромбаут Паувелс или Ромбоут Пауэльс, Ромбаут Паули (нидерл. Rombaut Pauwels, Rombout Pauwels, Pauli; 1625, Мехелен — 4 января 1692, Гент) — фламандский архитектор и скульптор, работавший в стиле умеренного барокко. Он трудился в основном в своём родном городе Мехелене и в Генте.

## Биография
Ромбаут Паувелс был учеником скульпторов Ромбаута Ферстаппена и Якоба Ворспоула в Мехелене. Он отправился в Рим, где познакомился с творчеством своего соотечественника, брюссельского скульптора Франсуа Дюкенуа, который руководил успешной мастерской, производившей скульптуры в стиле классического барокко. Жером Дюкенуа Второй, младший брат Франсуа Дюкенуа, и антверпенский скульптор Артус Квеллинус Старший также работали в этой мастерской в Риме. По возвращении на родину вместе с Паувелсом они привнесли умеренный барочный стиль в скульптуру южных провинций Нидерландов.
После Италии Паувелс работал в основном в Мехелене и Генте, и тогда, вероятно, сменил своё имя на Паули. В 1643 году он стал членом Гильдии Святого Луки в Мехелене, но позднее переселился в Гент.
В Генте он построил барочные ворота на местный рыбный рынок совместно с Артусом Квеллинусом и Дж. Б. ван Хельдербергом. Он отвечал за надгробие епископа Карела Маса в соборе Гента и мраморную статую «Мадонны с Младенцем» (по произведению Микеланджело для церкви Богоматери в Брюгге) в церкви Святого Михаила. В 1685 году стал деканом Гильдии Святого Луки в Генте.
В Мехелене он сотрудничал с ведущим барочным скульптором города Лукасом Файдербе в работе над гробницей архиепископа Андреаса Крейзена (1660) и алтарём (1660—1665) собора Святого Рамбольда. Среди его учеников были братья Хендрик и Ян Маттис, Ян ван ден Стен, Якоб Влеминкс, Антон ван Керкен.

## Галерея
- Дева Мария с младенцами Христом и Иоанном Крестителем. Ок. 1650. Терракота
- Мадонна с Младенцем по скульптуре Микеланджело. Церковь Святого Михаила, Гент
- Надгробие архиепископа А. Круесена.  Деталь. Собор Святого Румбольда, Мехелен
- Деталь надгробия
- Надгробие епископа Каролюса Маса. Собор Святого Бавона, Гент